# Las Escuelas
Las Escuelas es una localidad y pedanía española perteneciente al municipio de Baeza, en la provincia de Jaén. Se encuentra a 10 km del río Guadalquivir. Su población en 2023 era de 112 habitantes, aumentando sensiblemente en verano. Desde la localidad se aprecia con claridad Sierra Mágina, entre los que destacan los montes Aznaitín (1745 m), en primer plano, y el pico Almadén (2036 m), en segundo plano.

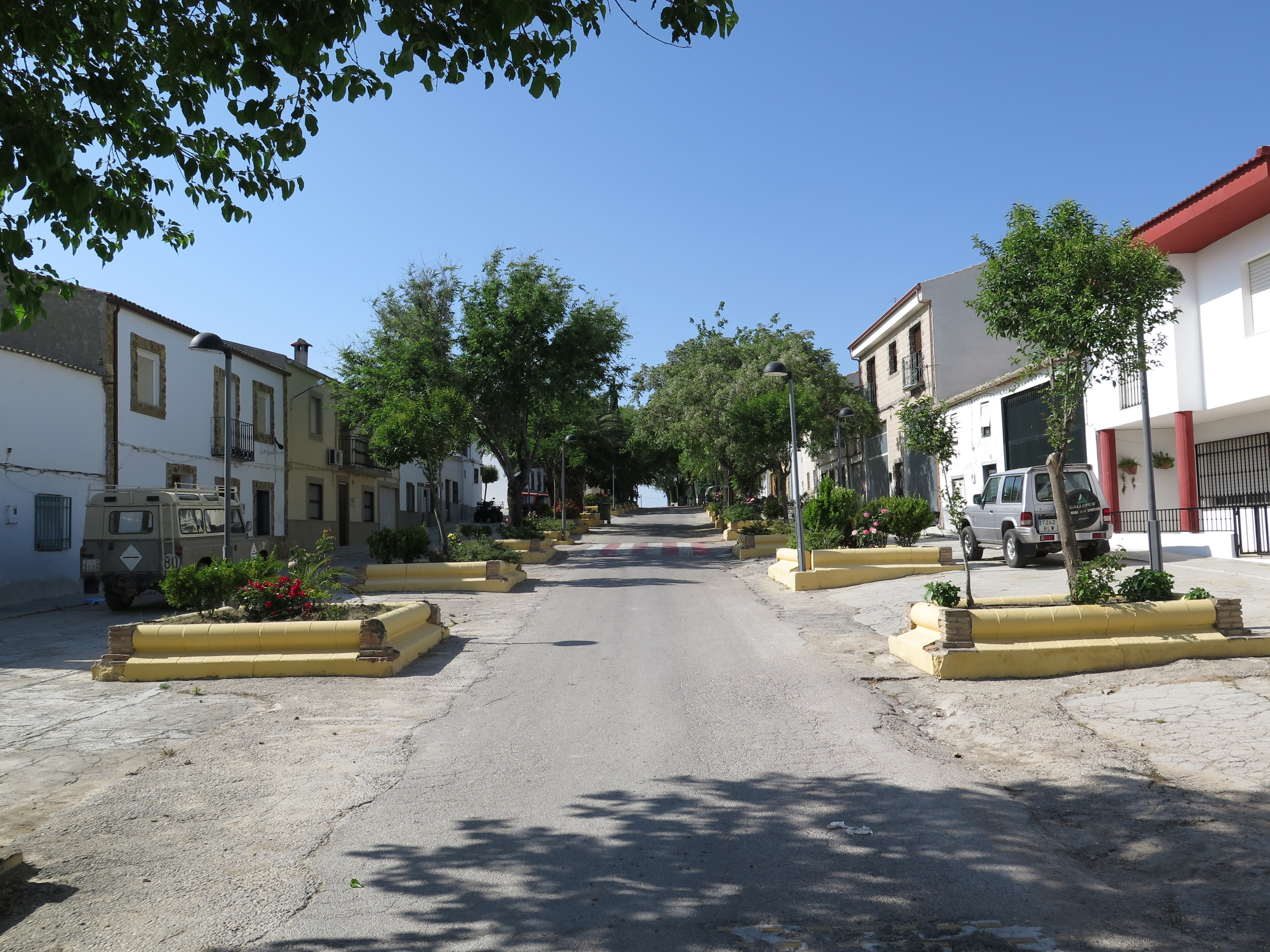
Calle principal de Las Escuelas

## Economía
La economía de Las Escuelas se basa casi totalmente en el cultivo del olivar, en general de la variedad picual, fundamentalmente para la obtención de aceite de excelente calidad. El suelo presenta unas condiciones óptimas para este cultivo, y actualmente casi todas las explotaciones son de regadío. De manera excepcional se cultivan aceitunas de mesa de la variedad cornezuelo.
Cultivos minoritarios a día de hoy son los cereales, la alcaparra y los almendros. La ganadería, históricamente motor económico de la zona, tiene en la actualidad un carácter residual.

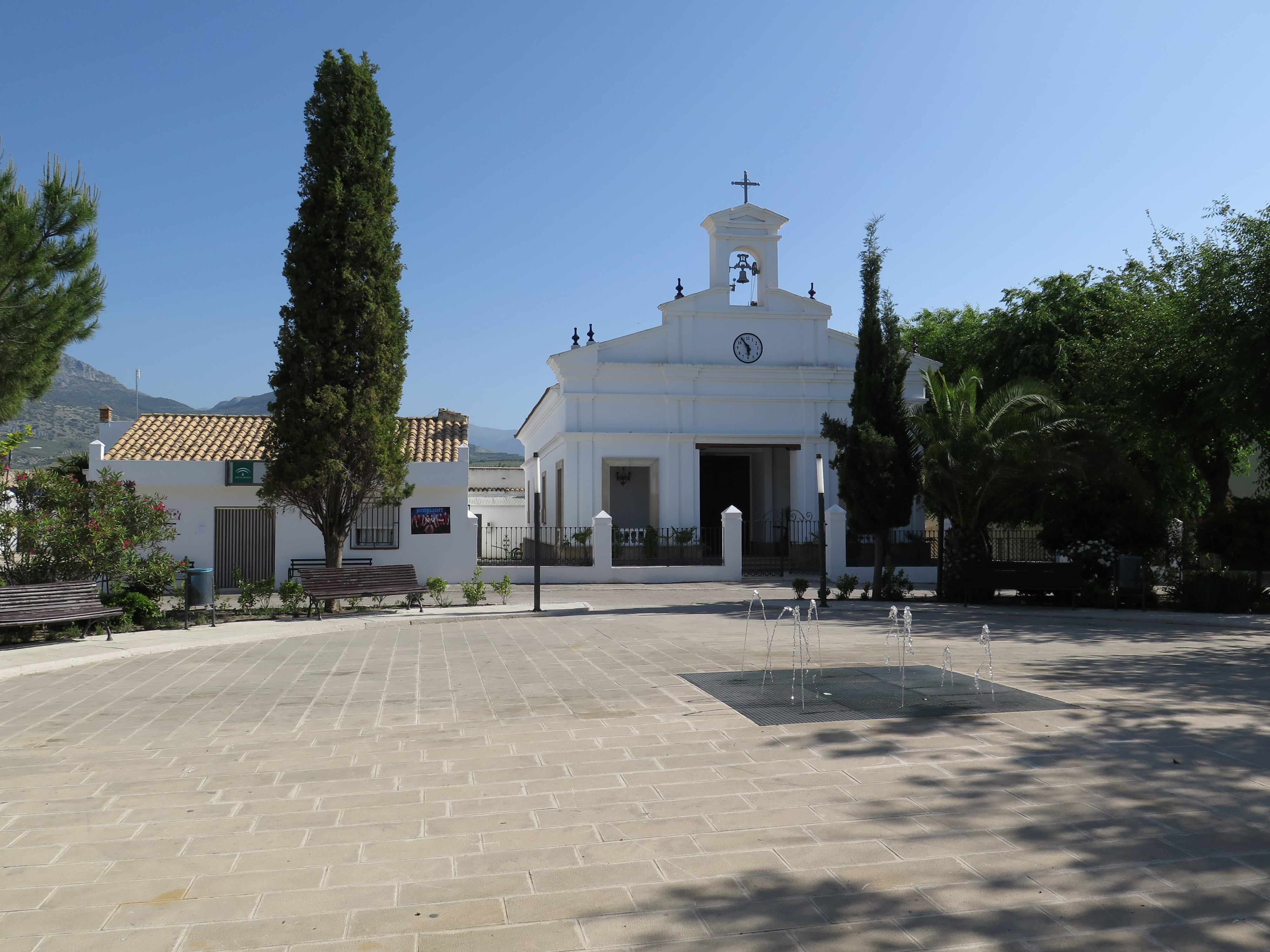
Plaza e iglesia de San Isidro Labrador.

## Patrimonio histórico y cultural
- Iglesia de San Isidro Labrador, de confesión católica, construida en el 2000 sobre el solar del antiguo templo del mismo nombre, levantado en 1947. Dependiente de la parroquia de Santiago el Mayor (Jimena).

- Perímetro de la antigua casa-cortijo, con el arco de entrada completo y restos visibles de muro, finales del siglo XIX.

- Restos neolíticos del Cerro del Hornero, 0,5 km al sur de la localidad.

- Las Salinas de Las Escuelas. Los escritos más antiguas acerca de las salinas situadas en el término municipal de Baeza, datan del siglo XIII, durante el reinado de Alfonso X, que otorgó el privilegio de la gestión municipal de las salinas, localizadas a unos 300 m de la pedanía de Las Escuelas. Durante su reinado, los Reyes Católicos continúan la protección de las mismas.

Los elementos básicos de la construcción de las salinas son piedra y arcilla, sacadas del propio cauce del arroyo Salado lugar donde se encuentran.
En la actualidad no se explotan, pero son visitadas y contempladas, gozando de un bello panorama. Asimismo se suele recoger su agua para uso medicinal: limpieza de pies (impurezas, callosidades) y empleo en pies de pacientes diabéticos.
Existe un proyecto relativo a la recuperación de las salinas por parte del Excmo. Ayuntamiento de Baeza.

## Personas destacadas
- Joaquina López Fuentes, nació en Linares (Jaén) el 23 de mayo de 1947, falleciendo por el mes de abril de 2014.[1] Residió prácticamente toda su vida en este anejo, ya que se vino con sus padres siendo ella muy pequeña. Siempre tuvo una fuerte vocación poética y comenzó su vida literaria hace unos años que se dedicó a escribir poesías las cuales editó con patrocinio del Excmo. Ayuntamiento de Baeza. Le fueron otorgados dos premios de composición poética, además de haber participado en otros certámenes.

Su libro, "El sentir de mujer", se lo dedicó a su familia y de forma especial a sus cuatro hijos.
- Antonio Hervás Amezcua, pintor y que además aborda diversos campos artísticos: Mundos oníricos, poéticos, traducidos en sus esculturas, mosaicos, pinturas y grabados.

Nació en Jaén en 1951 y residió en Las Escuelas hasta el 1966 fecha en la que se trasladó a Gavá (Barcelona), lugar donde reside desde entonces.

## Festividades
Las Escuelas celebra sus fiestas patronales el 15 de mayo, San Isidro Labrador. Además, en los últimos años se han ido recuperando fiestas tradicionales, como la hoguera de San Antón o las gachas del Día de Todos los Santos. Por otro lado, a mediados de agosto se celebra la "Fiesta del Turista", dedicada a los emigrantes que regresan en esas fechas. 

## Festival Skulls of Metal
Las Escuelas es especialmente conocida por la celebración anual del festival "Skulls of Metal", por donde han pasado algunos de los grupos de hard rock y metal más importantes de España, como Saratoga, Tierra Santa, Sphinx, Legen Beltza o Ñu, celebrándose ininterrumpidamente desde 2002. 
El Festival de hard rock y metal celebrado en el añejo de Las Escuelas (Baeza, Jaén) desde 2002, está organizado por la Asociación Juvenil Los Escoleños. Este festival tiene una especial relevancia por haber sido cantera de prácticamente todas las bandas jiennenses de rock y metal, además de haber situado en el mapa la pequeña aldea de Las Escuelas, hasta el punto de convertirse en la única tradición datada de la localidad, que ha pasado a conocerse fundamentalmente gracias a su celebración.
El Festival nació en agosto de 2002, como una pequeña muestra de grupos locales, y con una curiosa finalidad: recaudar dinero para ayudar a la construcción de la iglesia del pueblo. En esta edición actuaron las bandas Rojo Libanés, Berrines y los que luego serían un clásico del festival: Moonlight Fear.
En 2003 el Skulls dio un salto de calidad, al contratar a bandas de nivel nacional e internacional, concretamente a Tierra Santa, además de seguir dando oportunidades a bandas locales, en este caso los jiennenses Reino de Hades y Némesis, los granadinos Solid Amber, y nuevamente Moonlight Fear. Esta edición fue un auténtico éxito de público.
La edición de 2004 estuvo a punto de no celebrarse, al caerse del cartel a última hora los asturianos Warcry. La organización tomó la decisión de contratar a varias bandas de nivel nacional que sustituyeran a la éstos, repartiéndolos en dos días y dando al público la oportunidad de acampar gratuitamente en el área recreativa de Las Escuelas. En este año actuaron Sphinx, Centinela y Abyss como bandas nacionales, y otras bandas menores como Empyrica, Numenor, Zanatos o Chamber of Nymphs, además de Moonlight Fear y otra banda jiennense que pasaría al grupo de clásicos del Skulls: No Code.
2005 fue el año del despegue definitivo del Festival, con la actuacíón de la banda de más éxito en el metal nacional en ese momento: Saratoga. Junto a ellos descargaron los madrileños Ebony Ark y Harem, junto a No Code y a los escoleños Faith in Rage.
Sin embargo, la continuidad del Festival a punto estuvo de truncarse, al retirar la Junta de Andalucía en ese ejercicio la subvención que otorgaba para la celebración del mismo, por un error administrativo. Por ello, para ahorrar costes, la organización se trasladó a la Sala Multiusos de Las Escuelas (cubierta), y al mes de octubre. El cambio no supuso un obstáculo, ya que fue probablemente el año con mayor calidad y variedad. Como grupos nacionales, actuaron Ñu, Darksun, Templario y Legen Beltza, y como bandas locales No Code, Groteska, Némesis, Berrinche, The Black Mamba, Faith in Rage, Mundizia y 100.000 Bakalas Muertos.
La edición de 2007, repitió ubicación, siendo cabeza de cartel Silver Fist, la banda del exvocalista de Muro, junto con Avulsed y los gaditanos Anvil of Doom. Como formaciones provinciales estuvieron Glass Jail, God Bless Us, Benzalá, Faith in Rage, Fear Love & Hate, Opresión, Mundizia, Rollin' Doctors, The Black Mamba, No Code y los ausentes el año anterior Moonlight Fear. En esta edición se rindió tributo al fallecido guitarrista de Mundizia Mario Egido.
En 2008 se regresa a la ubicación y época originales. Se celebró el 9 de agosto en al Área Recreativa de Pajarejos, la ubicación original del Festival, y el cartel fue el de: Sphinx y los albaceteños Angelus Apatrida, además de otras bandas como Moonlight Fear y No Code, Killem, Slow Motion, Lux Aeterna y Sombras del Destino.
El 8 de agosto de 2009 se celebró la octava edición del festival, con Saurom y Azrael como cabezas de cartel, acompañados de Anvil of Doom y los grupos jiennenses Slow Motion, No Code y Revoluzion.

## Deportes

### C.D. Sinmaquia Deportiva de Las Escuelas
En 2008 se fundó el Club Deportivo Sinmaquia de Las Escuelas, inicialmente como equipo de tenis de mesa. En 2008-09 contó con un equipo en División de Honor Andaluza y otro en Liga Provincial. En la temporada 2009-10 ambos equipos jugaron en División de Honor Andaluza. Junto a este equipo se fundaron también la sección de fútbol-sala, que disputó la Liga Local de Baeza en 2008-09, y que presentó la Liga Local de Begíjar en 2009-2010, así como las secciones de ajedrez y ciclismo.